# USS Louisiana (BB-19)
USS Louisiana (BB-19) – amerykański pancernik typu Connecticut, trzeci okręt United States Navy noszący nazwę pochodzącą od stanu Luizjana.
Stępkę położono 7 lutego 1903 w stoczni Newport News Shipbuilding & Dry Dock Company w Newport News. Okręt został zwodowany 27 sierpnia 1904, matką chrzestną była pani Juanita LaLande. 2 czerwca 1906 wszedł do służby, pierwszym dowódcą został komandor Albert R. Couden.
15 września po rejsie odbiorczym w pobliżu wybrzeża Nowej Anglii okręt popłynął do Hawany w odpowiedzi na apel kubańskiego prezydenta Estrady Palmy o amerykańską pomoc w zdławieniu powstania. Pancernik przewoził komisję pokojową składającą się z sekretarza wojny Williama Tafta i asystenta sekretarza stanu Roberta Bacona, która ustanowiła rząd tymczasowy na wyspie. Okręt pozostawał w pobliżu, gdy tworzono rząd, a następnie wrócił z komisją do Fort Monroe w Wirginii.
8 listopada w Piney Point na pokład wszedł prezydent Theodore Roosevelt, po czym okręt udał się w rejs do Panamy, by prezydent mógł zobaczyć postęp prac przy budowie Kanału Panamskiego. W drodze powrotnej pancernik na krótko odwiedził Portoryko, gdzie prezydent studiował strukturę administracyjną rządu Commonwealthu. Roosevelt zszedł z pokładu jednostki 26 listopada w Piney Point.
W latach 1906 i 1907 pancernik odwiedził Nowy Orlean, Hawanę i Norfolk. Przeprowadził także ćwiczenia w zatoce Guantánamo i był zaangażowany w ćwiczenia bojowe wzdłuż wybrzeża Nowej Anglii. 16 grudnia 1907 opuścił Hampton Roads jako jeden z 16 pancerników wchodzących w skład Wielkiej Białej Floty wysłanej przez prezydenta Roosevelta najpierw na zachodnie wybrzeże USA, a później w dalszy rejs dookoła świata. Rejs ten miał na celu prezentację siły, zwiększenie amerykańskiego prestiżu jako globalnego mocarstwa morskiego i przekonanie Kongresu, że krajowi potrzebna jest silna marynarka wojenna i większa flota handlowa. W czasie rejsu pancernik odwiedził Port-of-Spain, Rio de Janeiro, Punta Arenas i Valparaíso (Chile), Callao (Peru), San Diego i San Francisco, Honolulu, Auckland, Sydney, Tokio, Manilę, Xiamen (Chiny), Hongkong, Manilę, Kolombo, Kanał Sueski i Port Said, Izmir i Gibraltar zanim wrócił do USA 22 lutego 1909.
1 listopada 1910 po przeglądzie i manewrach dołączył do 2 Dywizji Floty Atlantyckiej i popłynął na wody europejskie, by na wiosnę 1911 przed powrotem do USA odwiedzić porty angielskie i francuskie. Latem uczestniczył w formalnych wizytach w portach północnej Europy: Kopenhagi, Trälhavet (Szwecja), Kronsztad (Rosja) i Kilonii (Niemcy). W tym czasie przechodził inspekcje przeprowadzane przez duńskiego króla Fryderyka VIII, szwedzkiego króla Oskara II, niemieckiego cesarza Wilhelma II i rosyjskiego cesarza Mikołaja II.
Pomiędzy 6 czerwca 1913 i 24 września 1915 „Louisiana” odbył trzy podróże pomiędzy portami wschodniego wybrzeża USA a meksykańskimi wodami. W czasie pierwszej (6 lipca – 29 września 1913) chronił życie i mienie amerykańskich obywateli; pomagał wcielać w życie doktrynę Monroego i embargo na broń ustanowione dla zmniejszenia niepokojów rewolucyjnych w Meksyku. Druga podróż (14 kwietnia – 8 sierpnia 1914) przypadła na okres, gdy tarcia pomiędzy Meksykiem i USA osiągnęły najwyższy punkt – w czasie ostrzeliwania i okupacji miasta Veracruz przez Amerykanów. Celem trzeciej była obrona amerykańskich interesów w dniach 17 sierpnia – 24 września 1915.
Po powrocie z Zatoki Meksykańskiej okręt został umieszczony w rezerwie w Norfolk i do momentu przystąpienia Stanów Zjednoczonych do I wojny światowej służył jako okręt szkolny dla podchorążych i członków rezerwy marynarki w letnich rejsach.
W czasie I wojny światowej pełnił rolę okrętu szkolnego dla obsługi maszyn i dział, do 25 września 1918 pływał w pobliżu atlantyckiego środkowego wybrzeża USA. Wtedy to wszedł w skład eskorty konwoju do Halifaksu na Nowej Szkocji. Od 24 grudnia pełnił rolę transportowca wojska, odbywając cztery pełne podróże pomiędzy USA i Brestem, przywożąc na kontynent północnoamerykański żołnierzy Stanów Zjednoczonych.
20 października 1920 po odbyciu ostatniej podróży powrotnej z Brestu okręt zameldował się w Philadelphia Naval Shipyard, gdzie został wycofany ze służby, a 1 listopada 1923 sprzedany na złom.